# Lac Kamitcikamak
Le lac Kamitcikamak est un plan d'eau douce situé dans la partie Nord-Est du réservoir Gouin, dans le territoire de la ville de La Tuque, dans la région administrative de la Mauricie, dans la province de Québec, au Canada.
Ce lac s’étend entièrement dans le canton de Toussaint.
Les activités récréotouristiques constituent la principale activité économique du secteur à cause de la navigation, étant située près de la route R2046 et à proximité du village d’Obedjiwan. La foresterie, en second.
Le bassin versant du lac Kamitcikamak est desservi du côté Nord par la route R2046 reliant le village d’Obedjiwan à la rive Ouest du réservoir Gouin ; cette route permet l’accès au lac Toussaint (réservoir Gouin), aux diverses baies de la rive Nord-Ouest du réservoir Gouin. Des routes forestières secondaires ont été aménagées sur la rive Nord du réservoir Gouin pour la coupe forestière et les activités récréatives.
La surface du lac Kamitcikamak est habituellement gelée de la mi-novembre à la fin avril, toutefois la circulation sécuritaire sur la glace se fait généralement du début décembre à la fin de mars. La gestion des eaux au barrage Gouin peut entrainer des variations significatives du niveau de l’eau particulièrement en fin de l’hiver où l’eau est abaissée en prévision de la fonte printanière.

## Géographie
Avant la fin de la construction du barrage La Loutre en 1916, créant ainsi le réservoir Gouin, le lac Kamitcikamak avait une dimension plus restreinte. Après le deuxième rehaussement des eaux du réservoir Gouin en 1948 dû à l’aménagement du barrage Gouin, le lac Kamitcikamak épousa sa forme actuelle.
Les principaux bassins versants voisins du lac Kamitcikamak sont :
- côté nord : lac Gaudet, rivière Toussaint ;
- côté est : baie Wapisiw, baie Eskwaskwakamak, lac Kawawiekamak ;
- côté sud :baie Kanatakompeak, lac Toussaint (réservoir Gouin), lac Bureau (réservoir Gouin), baie Thibodeau ;
- côté ouest : lac Kaopiskak, ruisseau de la Rencontre, baie Aiapew, lac Lacasse (réservoir Gouin), lac Miller (réservoir Gouin).

D’une longueur de 3,7 km et d’une largeur maximale de 1,7 km, le lac Kamitcikamak se caractérise par :
- rive Est : une presqu’île montagneuse s’étirant vers le Sud, où se situe le village de Obedjiwan ;
- rive Ouest : une presqu’île s’étirant sur 1,3 km) vers l’Est barrant la sortie du lac, jusqu’au détroit de 0,4 km de largeur.

Le lac Kamitcikamak conflue du côté Sud avec la baie Kanatakompeak, soit à la limite Nord-Ouest d’Obedjiwan :
- 3,6 km au Nord-Est de la passe entre le lac Bourgeois (réservoir Gouin) et la baie Kanatakompeak ;
- 2,9 km au Nord-Est du centre du village de Obedjiwan ;
- 73,1 km au Nord-Ouest du barrage Gouin ;
- 123 km au Nord-Ouest du centre du village de Wemotaci (rive Nord de la rivière Saint-Maurice) ;
- 212 km au Nord-Ouest du centre-ville de La Tuque ;
- 316 km au Nord-Ouest de l’embouchure de la rivière Saint-Maurice (confluence avec le fleuve Saint-Laurent à Trois-Rivières)[2].

À partir de l’embouchure du lac Kamitcikamak, le courant coule sur 85,0 km généralement vers le Sud-Est jusqu’au barrage Gouin, en traversant notamment, le lac Toussaint (réservoir Gouin), le lac Marmette (réservoir Gouin), le lac Magnan (réservoir Gouin), le lac Brochu (réservoir Gouin) et la baie Kikendatch.
À partir de ce barrage, le courant emprunte la rivière Saint-Maurice jusqu’à Trois-Rivières où il se déverse sur la rive Nord du fleuve Saint-Laurent.

## Toponymie
Le terme « Kamitcikamak » constitue un patronyme d’origine autochtone. Jadis, ce plan d’eau était désigné « Lac Nemiscaioui ».[réf. nécessaire]
Le toponyme "lac Kamitcikamak " a été officialisé le 31 mai 1984 par la Commission de toponymie du Québec, soit à la création de cet organisme.